# Mirelly Taylor
Ruth Mirelly Osuna (Guadalajara, Jalisco, 28 de octubre de 1980) es una actriz mexicana-estadounidense, conocida por sus papeles en series de televisión como Lost (2007), Power Book IV: Force (2022), CSI: Nueva York (2004-2013), y Monarch: Legacy of Monsters (2023).

## Biografía
Nació en Guadalajara, Jalisco mientras su madre estudiaba medicina. Su padre es panameño y su madre es mexicana. Poco después de su nacimiento se mudó a Tijuana, en dónde su madre abrió una clínica gratuita, la cual manejó por varios años antes de mudarse a Texas a los 11 años. Se graduó con honores en la Southern Methodist University en Dallas, y fue desde ahí cuando comenzó a dedicarse a la actuación a tiempo completo, pasando 2 años en conservatorios formativos de teatro.

## Carrera
Pronto apareció en películas como Serving Sara, con Elizabeth Hurley, Matthew Perry y Amy Adams, Hollywood: Departamento de homicidios, con Josh Hartnett, y Abajo el amor, con Ewan McGregor y Renée Zellweger. Siguió adelante, consiguiendo papeles protagonistas en Kiss Me Again, con Jeremy London y Elisa Donovan, y en El enemigo.
Pero fue su papel protagonista en la poderosa y controvertida película Beyond Honor (2004) la que le valió elogiosas críticas. The New Yorker comentó que su personaje era "el centro emocional de la película", "ferozmente encarnado por (Taylor) una actriz valiente e inspirada". Variety coincidió al decir que "Taylor crea un retrato desgarrador de proporciones griegas".
Cantó como voz principal en el vídeo musical de Knockturn'al, dirigido por Brad Furman.

## Filmografía
| Año  | Título                                | Papel                                            | Notas |
| ---- | ------------------------------------- | ------------------------------------------------ | ----- |
| 2001 | Hall of Mirrors                       | Representante del banco                          |       |
| 2002 | Serving Sara                          | María                                            |       |
| 2002 | Even Hand                             | Jessica                                          |       |
| 2003 | Hollywood: Departamento de homicidios | Mujer del yoga                                   |       |
| 2004 | Beyond Honor                          | Sahira Abdel-Karim                               |       |
| 2005 | Shaded of Crimson                     | Samantha                                         |       |
| 2005 | The Prodigy                           | Nicki                                            |       |
| 2005 | Numb3rs                               | Lupe Sandoval                                    |       |
| 2006 | Kiss Me Again                         | Elena                                            |       |
| 2006 | Marrakech                             | Calla                                            |       |
| 2006 | Lovespring International              | Consuelo Salas                                   |       |
| 2006 | Las Vegas                             | Carla Aversano                                   |       |
| 2006 | Punk'd                                | Reportera Telemundo/Reportera/Princesa de España |       |
| 2007 | If I Didn't Care                      | María                                            |       |
| 2008 | Crasg and Burn                        | Lucía Mendez                                     |       |
| 2008 | Crash                                 | Lupe                                             |       |
| 2008 | CSI: New York                         | Rita Mannete                                     |       |
| 2008 | Necessary Evil                        | Princess Salme                                   |       |
| 2009 | Poetry-N-Motion                       | Dawn                                             |       |
| 2010 | Lost                                  | Isabella                                         |       |
| 2010 | Terriers                              | Lauren Rivera                                    |       |
| 2014 | Hot Bath an' a Stiff Drink            | Since Soto                                       |       |
| 2015 | Baby Daddy                            | Letty                                            |       |
| 2015 | Underdog Kids                         | Valerie Cruz                                     |       |
| 2018 | SEAL Team                             | Rita Alfaro                                      |       |
| 2020 | Interrogation                         | Detective Karen Andrews                          |       |
| 2021 | Christmas is Canceled                 | Mamá                                             |       |
| 2021 | Power Book IV: Force                  | Mrs. Soto                                        |       |
| 2023 | Monarch: Legacy of Monsters           | Natalia Verdugo                                  |       |